# Cem Laçin
Cem Laçin (Rotterdam, 19 januari 1986) is een Turks Nederlands voormalig politicus en vakbondsbestuurder.
Van 23 maart 2017 tot 31 maart 2021 was hij voor de Socialistische Partij (SP) lid van de Tweede Kamer. Hij was eerder actief in de vakbeweging onder andere als bestuurder en onderhandelaar van de FNV.
- Parlement.com: vk72ky38wjwg